# Саратов (великий десантний корабель)
46°44′59″ пн. ш. 36°46′25″ сх. д. / 46.74978° пн. ш. 36.77373° сх. д.
Великий десантний корабель «Саратов» — великий десантний корабель проєкту 1171 (шифр «Тапір», за кодифікацією НАТО — класу Alligator). Став першим у своїй серії, збудований 1964 року в Калінінграді під заводським номером 010.

## Будівництво
Закладка корабля номер БДК-010 відбулася 5 лютого 1964 року на суднобудівному заводі «Янтар» у Калінінграді. Спущений на воду 1 липня 1964 року. В 1966 включений до складу Чорноморського флоту ВМФ СРСР з назвою «Воронезький комсомолець».

## Служба
1966-2004 - здійснив понад 20 далеких походів із підрозділами морської піхоти на борту. З 1991 по 1994 рік перебував у консервації в Одесі. У цей час отримав назву «БДК-065».
У серпні 2000 року за 4 рейси перевіз із пункту навантаження Гоніо (район Батумі) до пункту висадки Утришенок (район Новоросійська) частину озброєння та техніки контингенту Групи російських військ у Закавказзі.
10 серпня 2008 року у складі угруповання кораблів Чорноморського флоту РФ вступив в бій із грузинськими катерами під час російсько-грузинської війни.
Восени-взимку 2012 виконав завдання походу в Середземне море.
У січні 2013 року на шляху корабля на міжфлотські навчання в Середземному морі зламався дизель-генератор. Корабель пройшов ремонт за участю ПМ-56 у сирійському порту Тартус.
2014 року судно брало участь в анексії Криму та виконало щонайменше 4 походи до Середземного моря.

## Знищення
У ході вторгнення Росії в Україну, 21 березня 2022 року у складі групи кораблів прибув до окупованого російськими військами Бердянська для вивантаження техніки та десанту. 24 березня 2022 року українські військовики знищили корабель ракетою Точка-У. Через складність підтвердження інформації ряд українських та світових ЗМІ спершу повідомили про знищення іншого корабля цього ж типу — ВДК «Орськ».
На кораблі «Новочеркаськ» загинуло троє осіб.
На початку липня було поширене фото піднятих на поверхню решток корабля, було видно, що він був знищений ущент.
24 березня 2023 року командир Кримської військово-морської бази Чорноморського флоту РФ Фелікс Меньков визнав, що корабель було знищено.

## Командири корабля
- капітан 2-го рангу Володимир Хромченков (колишній командир СДК «Кіровоград» ВМФ України, який у 2014 році зрадив присязі та перейшов на службу Росії.[10]

## Втрати
З відкритих джерел відомо про деякі втрати БДК «Саратов» під час вторгнення в Україну: 
| Прізвище, ім'я, по батькові                                     | Військове звання, посада                  | Місце народження                                   | Дата загибелі   | Вік      | Опис                                 |
| --------------------------------------------------------------- | ----------------------------------------- | -------------------------------------------------- | --------------- | -------- | ------------------------------------ |
| Абдоков Леонід Олегович (рос. Абдоков Леонид Олегович)          | матрос, машиніст трюмно-котельної команди | Севастополь                                        | 24 березня 2022 | 19 років | Загинув при атаці в порту Бердянська |
| Лихолєтов Олексій Євгенович (рос. Лихолетов Алексей Евгеньевич) | матрос                                    | Бичок (Петропавловський район), Воронезька область | 24 березня 2022 | 26 років | Загинув при атаці в порту Бердянська |